# کینگستون (نیویورک)
کینگستون (به انگلیسی: Kingston) شهری در شهرستان اولستر ایالت نیویورک است که در سرشماری سال ۲۰۱۰ میلادی، ۲۳۸۹۳ نفر جمعیت داشته است. کینگستون، به‌طور رسمی در تاریخ ۱۸۷۲ میلادی به‌عنوان یک شهر شناخته شد.

## نگارخانه

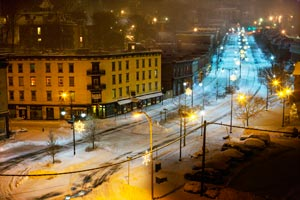
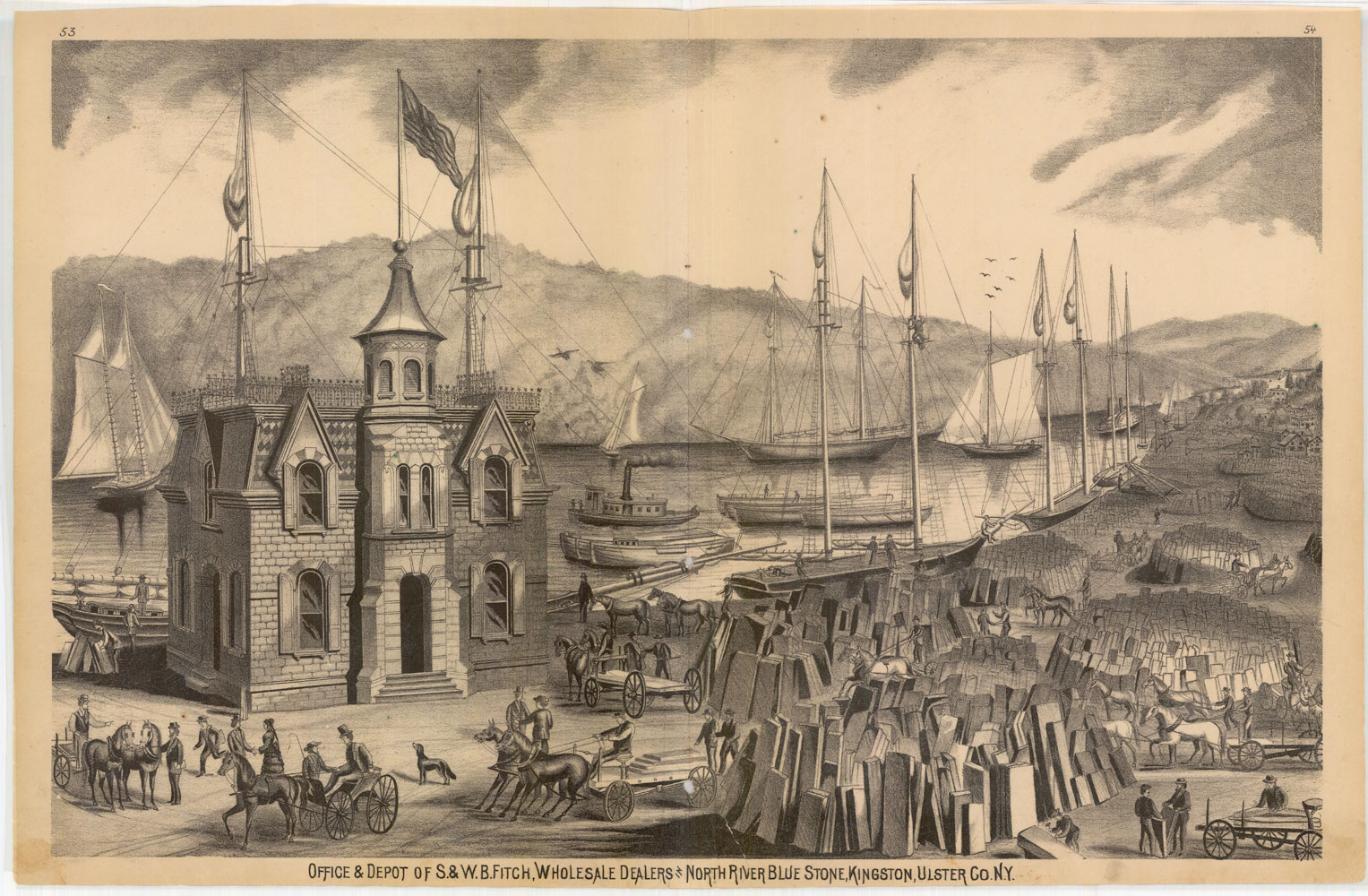